# McIntosh, South Dakota
McIntosh är administrativ huvudort i Corson County i South Dakota. Enligt 2010 års folkräkning hade McIntosh 173 invånare.